# Tecofileàcies
Tecofileàcia (Tecophilaeaceae) és una família de plantes amb flor monocotiledònies.

## Gèneres
- Conanthera
- Tecophilaea
- Zephyra
  - subfamília Cyanastroideae
- Cyanastrum
- Kabuyea